# Erythroxylum macrophyllum
Erythroxylum macrophyllum é uma planta pertencente à família Erythroxylaceae, comumente encontrada na cordilheira dos Andes, atingindo uma altura de entre 2 e 5 metros. Pequenos troncos de até aproximadamente 10 cm estão presos ao principal e carregam castanhas escuras, de casca lisa.